# Репас, Ян
Ян Ре́пас (словен. Jan Repas; родился 19 марта 1997 года, Любляна, Словения) — словенский футболист, полузащитник клуба «Марибор».

## Клубная карьера
Репас — воспитанник клуба «Домжале». 28 ноября 2015 года в матче против «Копера» он чемпионате Словении. 23 апреля 2016 года в поединке против «Рудара» из Веленье Ян забил свой первый гол за «Домжале». В 2017 году он помог клубу завоевать Кубок Словении.
Летом 2017 года Репас перешёл во французский «Кан». Сумма трансфера составила 1 млн. евро. 9 сентября в матче против «Дижона» он дебютировал в Лиге 1.

## Международная карьера
4 сентября 2017 года в отборочном матче чемпионата мира 2018 против сборной Литвы Репас дебютировал за сборную Словении.

## Достижения
Командные
 «Домжале
- Обладатель Кубка Словении — 2016/2017